# 金竜賞
金竜賞（きんりゅうしょう）は中華人民共和国で2004年に創出されたマンガ・アニメーション関連最大のコンペティション（金竜奨原創漫画動画芸術大賽,Golden Dragon Award Original Comic & Animation Compentition OACC'）で授与される賞。中国国際漫画節組織委員会が主催するマンガ・アニメーション関連の優秀な人材の発掘と創作作品に対する表彰を目的とし、広東省広州市に本社を置く漫友雑誌社に委託し開催される。
中国国内最大のマンガ賞として注目され、特にコンペティションはマンガ・アニメーション愛好家に対し創作作品を発表する機会として重要な地位を占め、現在までにBenjamin、客心、寂地、猪楽桃、阮筠庭、丁氷、朱斌、李尭、韓露、于彦舒、Chry、Ling、十九番などのマンガ家を発掘し市場に紹介、その版権はアジア・ヨーロッパ地区に輸出されるなど、中国語圏のマンガ創作空間の創出に務めている。また金竜賞コンペティション期間中は中国漫画家大会、国際動漫名家論壇、金竜賞コスプレ全国スーパー大会、金竜賞内外漫画名家サイン会等の関連イベントも行われている。

## 第1回金竜賞
2004年8月に北京市で開催された。イベントでは中国のみならず日本を初め、韓国、香港、台湾、マレーシア、フランスからのマンガ家50名を招待し表彰式典が開催され、その様子は北京電視台により全国放送された。

### 受賞作品
- 最優秀絵本マンガ賞:寂地
- 最優秀マンガ効果賞:猪楽桃
- 最優秀シナリオ賞:王小洋
- 最優秀ストーリーマンガ賞金賞:Benjamin
- 最優秀大陸地区マンガ家:客心

### 海外来賓
- - 日本:ちばてつや
  - 韓国:李珍珠、劉光南
  - 香港:黄玉郎、馬栄成
  - 台湾:敖幼祥、蕭言中

## 第2回金竜賞
2005年11月に北京市で開催された。会場は人民大会堂が使用され元全国人常副委員布赫が参列している。

### 受賞者
- 最優秀多コママンガ大賞:周洪浜
- 最優秀ストーリーマンガ金賞:猪楽桃
- ストーリーマンガ金竜賞組織委員会特別賞:Ling（『超合金社団』）
- 最優秀ストーリーマンガシナリオ賞:王小洋
- 最優秀挿絵賞:Shel（『風色四葉草』）
- 最優秀マンガ技術賞:李尭
- 最優秀中国大陸地区絵本図書賞:寂地
- 最優秀大陸地区マンガ家:客心
- 金竜賞組織委員会特別賞:Iiiis

## 第3回金竜賞
2007年に広東省広州市で開催された。第3回金龍賞のテーマには「愛」が選ばれ、表彰部門も50部門、賞金総額数十万人民元の大規模なコンペティションと変貌した大会である。金龍賞は広州市政府の全面的な支援をうえ広州市中山紀念堂で開催され、同時に第3回国際動漫名家論壇、内外マンガ家サイン会、コスプレ全国招待大会等の関連イベントも開催された。

### 受賞者
- 最優秀ストーリーマンガ賞:王小洋
- 最優秀多コママンガ賞:朱斌（『爆笑校園』）
- 最優秀シナリオ賞:徐璐&比比
- 最優秀絵本マンガ賞:阮筠庭（『空色彩虹』）
- 最優秀挿絵賞:Mint（『雲雲』）
- 最優秀大陸地区マンガ単行本賞:姚非拉（『80℃』）
- 最優秀大陸地区マンガ家賞:猪楽桃
- 最優秀海外マンガ賞：張家輝（『秀逗高校』）

### 海外来賓
- 日本:矢口高雄
- 韓国:金童話
- 香港:黄玉郎

## 第4回金竜賞
2008年1月19日に広東省広州市で開催された。会場は広州市中山紀念堂。同時に第1回中国漫画家大会、第4回国際動漫名家論壇、北京オリンピック開催記念サイン会、コスプレ全国招待大会等の関連イベントも開催された。

### 受賞者
- 最優秀少年マンガ賞:于彦舒（『黒白無双』）
- 最優秀少女マンガ賞:韓露
- 最優秀多コママンガ賞:十九番（『兎子幇』）
- 最優秀四コママンガ賞:傅燕（『Ｑ版3国』）
- 最優秀挿絵賞:呀呀（『青瓷』）
- 最優秀絵本賞:猫鳴（『有猫在』）
- 最優秀大陸地区マンガ家賞:丁氷
- 最優秀大陸地区新人賞:CHERY

### 海外来賓
- - 日本:里中満智子、松谷孝正、川上聡史
  - 韓国:趙寛済
  - 香港:黄玉郎、馬栄成
  - 台湾:蔡志忠

## 第5回金竜賞
2008年9月28日に広東省広州市で開催された。会場は広州市中山紀念堂。

### 受賞者
- 最優秀少年マンガ賞:愛欧
- 最優秀少女マンガ賞:夏達
- 最優秀児童マンガ賞:迪文文化・SADAKO（『巴拉拉小魔仙』）
- 最優秀多コママンガ賞:陳暁韻
- 最優秀絵本マンガ賞:黄山
- 最優秀挿絵賞:林瑩（『梅蘭芳』）

### 海外来賓
- - 日本:角川歴彦
  - 韓国:金童話
  - 香港:黄玉郎、馬栄成

## 第6回金竜賞
2009年9月29日に広東省広州市で開催された。会場は錦漢展覧中心。

### 受賞者
- 最優秀少年マンガ賞:白驍（『4.9x4.9番外-葉楠的故事』）
- 最優秀少女マンガ賞:楊笑汝（『一夕一夏』）
- 最優秀四コママンガ賞:劉成文（『李小猫伝奇』）
- 最佳ユーモアマンガ漫画賞:童亦名（『花样梁祝-心願』）
- 最優秀成人マンガ賞:金芸晟（『黙言修行』）
- 最佳児童マンガ賞:北京卡酷動画衛星頻道有限公司（『卡酷天使歴冒记』）
- 最優秀シリーズアニメ賞:南京鴻鷹動漫娯楽有限公司（『奇幻龍宝』）
- 最優秀長編アニメ賞:広東原創動力文化伝播有限公司（『喜羊羊与灰太狼映画版·第一部』）
- 最優秀短編アニメ賞:陶雯（『国家的孩子』）
- 最優秀新メディアアニメ賞:常州卡米文化伝播有限公司（『炮炮兵之激情六十年』）
- 最優秀シナリオ賞:天宮雁（『恋慕耐受不良』）
- 最優秀挿絵賞:Buddy（『当男孩遇上女孩』）
- 最優秀絵本マンガ賞:芹菜（『雲上的村荘』）
- 最優秀海外アニメ賞:株式会社サンリオウェーブ（『魔法少女リオ』）
- 最優秀スポーツアニメ賞:廖本財（『麻辣運動王』）
- 最優秀推薦アニメ賞:火精霊（『炭焼老広』）
- 最優秀アニメ監督賞:上海文広新聞伝媒集団、新華展望伝媒有限公司、BLISS、北京優揚文化伝媒有限公司（『麦兜響当当』）
- 最優秀アニメ脚本賞:Ani7ime Studio（『水脳袋』）
- 最優秀アニメ造型賞:翁東翰&卓芽（『行走的風景』）
- 最優秀マンガ造型賞:葉正華&葉鳳（『Ongogo総動員』）
- 最優秀マンガ技術賞:張暁雨（『蛙之歌』）
- 最優秀マンガシナリオ賞:林青慧（『不全才女』）

### 海外来賓
- - 日本:下川みくに、大島景紘、塚本進
  - 韓国:李喜宰
  - 香港:黄玉郎
  - マレーシア:張家輝、劉怡延

## 第7回金竜賞
2010年10月1日から10月5日にかけてに広東省広州市で開催された。会場は錦漢展覧中心。

### 受賞作品
- 最優秀少年マンガ賞:『長安督武司』
- 最優秀少女マンガ賞:『洛奇花園-十三種告白』
- 最佳児童マンガ賞:『巻巻公主漫画』
- 最優秀成人マンガ賞:『海潮』
- 最優秀ユーモアマンガ賞:『太陽無限』
- 最優秀4コママンガ賞：『向日葵学園』
- 最優秀絵本マンガ賞：『半空的花』
- 最優秀挿絵賞：『突然之城』
- 最優秀ストーリー脚本賞：『魂楽園』
- 最優秀マンガ技術賞：『亀岩』
- 最優秀マンガシナリオ賞：『花非花』
- 最優秀マンガ造型賞：『糖果美媚形象挿絵シリーズ』
- 最優秀短編アニメ賞：『功夫兔』
- 最優秀シリーズアニメ賞：『開心宝貝』
- 最優秀インタネットアニメ賞：『炮炮兵之功夫太空』
- 最優秀長編アニメ賞：『喜羊羊与灰太狼之虎虎生威』
- 最優秀携帯電話アニメ賞：『手機小子—手機アニメシリーズ』
- 最優秀アニメ監督賞：郭明『探検者』
- 最優秀アニメシナリオ賞：『虹猫藍兔光明剣』
- 最優秀アニメ造型賞：『闖闖闖我就是闖堂兔mv』
- 最優秀新人賞：壇九
- 最優秀アニメ音声効果賞：謝娜
- アジア大会アニメ特別賞：『アジア大会公式マスコット 公益精神編』
- 最優秀海外アニメ賞：『身体大的孩子』
- 最優秀原作賞：『黒猫警部』

## 第8回金竜賞

### 授賞作品
- 最優秀少女マンガ賞：顆粒『この願いを！』
- 最優秀少年マンガ賞：L.M『叢林奇遇』
- 最優秀ギャグマンガ賞：棗子『可も蛋小厨神』
- 最優秀青年マンガ賞：夢馬スタジオ『武道狂之詩』
- 最優秀児童マンガ賞：巻巻星人/叉米『メガネ王子』
- 最優秀絵本マンガ賞：LISK『牛奶山谷』
- 最優秀イラスト賞：白樹『翼』
- 最優秀アニメ脚本賞：Saya『史上最強のトイレットペーパー』
- 最優秀長編アニメ賞：『賽尓号尋鳳凰神獣』
- 最優秀シリーズアニメ賞：『秦漢英雄伝』
- 最優秀短編アニメ賞：『怕怕不怕』
- 最優秀ネットアニメ賞：『小胖妞3』
- 最優秀携帯電話アニメ賞：『你好包包』
- 最優秀新人賞：格跳『家庭樹尸鳥編』
- 最優秀マンガ技巧賞：夏吉安『北京膀爺』
- 最優秀マンガシナリオ賞：『魁拔之幽竜騎士』
- 最優秀マンガ造形賞：林無知『無知パンダのマンガ日記』
- 最優秀アニメ監督賞：『蔵獒多吉』
- 最優秀アニメシナリオ賞：『老夫子3』
- 最優秀アニメ造型賞：『兔子幇』
- 最優秀アニメ音声効果賞：『賽尓号尋鳳凰神獣』
- 最優秀推奨アニメ賞：広州軍区郡人倶楽部『哨所戦友』
- 最優秀海外波賞：宋道樹『冒険島』